# Lissonota proxima
Lissonota proxima là một loài tò vò trong họ Ichneumonidae.